# Tanaocheles bidentata
Tanaocheles bidentata is een krabbensoort uit de familie van de Tanaochelidae. De wetenschappelijke naam van de soort is voor het eerst geldig gepubliceerd in 1901 door Nobili.